# Mã Lân (nhà Đường)
Mã Lân (chữ Hán: 马璘, 721 – 777), tự Nhân Kiệt, người Phù Phong, Kỳ Châu , tướng lãnh trung kỳ đời Đường.

## Thân thế
Lân sinh ra trong gia đình nhiều đời làm quan. Ông nội là tổ phụ Mã Chánh Hội, được làm đến Hữu Uy vệ tướng quân. Cha là Mã Thạnh, được làm đến Tả Tư ngự soái phủ Binh tào tham quân.

## Tòng quân An Tây
Lân sớm mồ côi cha, lêu lổng không lo học hành, làm ăn gì cả. Ngoài 20 tuổi, Lân đọc Mã Viện truyện, đến câu “đại trượng phu nên chết ở biên dã, lấy da ngựa bọc thây mà về”, thì cảm khái than rằng: “Há đem huân nghiệp của tổ tiên mình ném đi ru!” Cuối niên hiệu Khai Nguyên (713 – 741) thời Đường Huyền Tông, Lân tòng quân, tự hiệu ở An Tây; lập nhiều công lao, dần thăng đến Tả Kim ngô vệ tướng quân Đồng chánh.

## Nổi danh thời loạn
Loạn An Sử nổ ra, năm Chí Đức đầu tiên (756), Lân thống lãnh 3000 giáp sĩ, từ Nhị Đình  chạy đến Phượng Tường, Đường Túc Tông lấy làm lạ, cho ông tham gia đông thảo. Lân tham gia diệt nghĩa quân ở giao giới đất Thiểm, phá địch ở Hà Dương, đều lập được công lớn. Lân theo Phó nguyên soái Lý Quang Bật đánh phản quân ở Lạc Dương, Sử Triều Nghĩa tự lĩnh tinh binh, chống lại quan quân ở Bắc Mang, doanh lũy như núi, khải giáp sáng choang, chư tướng kinh sợ không dám động. Lân một mình soái bản bộ, cầm ngang mác mà xông vào trận địch, tấn công mấy hiệp, kẻ địch tránh né tan chạy. Lý Quang Bật khâm phục, nói: “Tôi dùng binh 30 năm, chưa thấy lấy ít đánh nhiều, giành được thắng lợi như Mã tướng quân.” Sau đó Lân được thăng làm Thí (thử) Thái Thường khanh.
Năm sau, quân Thổ Phiên xâm phạm, Lân nhận chiếu đi cứu viện Hà Tây. Năm Quảng Đức đầu tiên (763) thời Đường Đại Tông, Bộc Cố Hoài Ân bất mãn, dụ quân Thổ Phiên vào cướp bóc, Đại Tông chạy ra Thiểm Châu. Lân ngay hôm ấy từ Hà Hữu quay về, muốn chặn đường lui của quân Phiên, đến Phượng Tường thì gặp địch đang vây thành. Bấy giờ Phượng Tường tiết độ sứ Tôn Chí Trực đóng chặt cửa cố thủ, Lân hăng hái đột phá vòng vây, chạy vào cửa treo; sau đó ông không cởi giáp mà xông ra ngoài, tựa lưng vào thành quyết chiến, khiến quân Phiên tan chạy. Lân đem kỵ binh mạnh truy kích, chém được hàng ngàn kẻ địch, máu chảu đỏ ngòi, do vậy tiếng tăm càng nổi. Đại Tông về cung, triệu kiến úy lạo Lân, cho ông thụ kiêm Ngự sử trung thừa.

## Trở lại An Tây
Năm Vĩnh Thái đầu tiên (765), Lân được bái làm Tứ trấn Hành doanh tiết độ, kiêm Nam đạo Hòa Phiên sứ, giao cho Cấm lữ, khiến ông quét sạch tàn dư phản quân. Ngay sau đó, Lân được thăng làm Tứ trấn, Bắc Đình hành doanh tiết độ cùng Bân Ninh tiết độ sứ, kiêm Ngự sử đại phu, trở về được gia Kiểm hiệu Công bộ thượng thư. Ngày đầu năm, có tên lính phạm tội cướp, người ta xin tha, Lân nói: “Tha cho hắn, ắt kẻ khác sẽ lựa ngày đầu năm mà làm cướp.” Rồi giết đi. Gặp dịp đại hạn, dân chúng đắp rồng đất cầu mưa, Lân nói: “Hạn hán là do chánh sự không sửa sang.” Lập tức mệnh cho dẹp đi. Hôm sau có mưa, năm ấy được mùa.

## Phòng ngự Thổ Phiên
Ít lâu sau, triều đình cho rằng Thổ Phiên ngày càng càn rỡ, hằng năm xâm phạm biên thùy, Kính Châu gần Thổ Phiên nhất, bèn giáng chiếu lấy Lân dời làm Trấn Kính Châu, kiêm quyền Tri Phượng Tường, Lũng Hữu tiết độ phó sứ, Kính Nguyên tiết độ, Kính Châu thứ sử, Tứ trấn, Bắc Đình hành doanh tiết độ sứ như cũ; sau đó lại lấy 2 châu Trịnh, Hoạt lệ thuộc ông.
Lân nói năng khẳng khái, nhận rằng phá giặc là trách nhiệm của mình; sau khi đến Kính Châu, chia ra xây dựng doanh – bảo, hoàn thiện công cụ phòng ngự, nhiều phá được Thổ Phiên, đem tù binh, tai trái (phu quắc) về hiến lên, trước sau phá được hơn 3 vạn địch. Lân nhờ công được gia Kiểm hiệu Hữu bộc xạ.

## Cầu chức tể tướng
Năm Đại Lịch thứ 9 (774), Lân vào triều, muốn cầu chức tể tướng. Đại Tông tỏ ý xem trọng ông, thăng làm Kiểm hiệu tả bộc xạ Tri tỉnh sự; giáng chiếu cho các tể tướng cùng bá quan đưa tiễn, còn tiến phong tước Phù Phong quận vương.

## Hậu sự
Năm thứ 12 (777), Lân mất ở trong quân, hưởng thọ 56 tuổi. Đại Tông thương tiếc, bỏ buổi chầu sớm, truy tặng chức Tư đồ, đặt thụy là Vũ.
Lân làm tướng vùng biên nhiều năm, gặp lúc Thổ Phiên quấy nhiễu, nên được nước nhà xem là Bình hàn ; vì thế được triều đình trước sau thưởng không tính toán, nhiều không đếm xuể. Tuy nhiên con em của Lân không nên người, gia tài to lớn cũng dần tiêu tan.

## Dật sự
Cuối thời Huyền Tông, gia đình công thần, quý tộc trở nên rất xa hoa, vì thế triều đình đối với kiến trúc của các phủ đệ vẫn duy trì sự hạn chế, công trình nào vượt quá quy định đều bị sung công. Ngay cả gia miếu của Vệ công Lý Tĩnh cũng trở thành chuồng ngựa của Dương quý phi. Sau loạn An Sử, pháp luật suy đồi, hoạn quan và tướng lĩnh tranh nhau thể hiện xa hoa, người đương thời gọi là những tòa kiến trúc của họ là Mộc yêu (yêu nghĩa là đẹp). Phủ đệ của Lân có một sảnh đường chính (trung đường) mới dựng, hao phí 20 vạn quan tiền, gặp lúc Lân mất ở trong quân, con em đưa tang về kinh sư, quan dân muốn xem sảnh đường, tranh nhau đi phúng điếu, có kẻ còn vờ xưng là lại cũ của Lân, mỗi ngày có đến vài trăm người. Thái tử Lý Quát nghe được việc này, sau khi lên ngôi, là Đường Đức Tông, hạ lệnh điều tra, không cho phép vượt quá quy định. Vì thế triều đình giáng chiếu phá hủy sảnh đường ấy của Lân (còn có phủ đệ của hoạn quan Lưu Trung Dực), sung công khu vườn của ông. Về sau mở tiệc khoản đãi công khanh, Đức Tông đều tổ chức ở khu vườn ấy.
Nhà thơ thời Vãn Đường là Hứa Hồn (许浑) sáng tác bài Kinh Mã Trấn Tây trạch (经马镇西宅).
| Nguyên tác: 经马镇西宅 将军久已没, 行客自兴哀. 功业山长在, 繁华水不回. 乱藤侵废井, 荒菊上丛台. 借问此中事, 几家歌舞来 | Hán Việt: Kinh Mã Trấn Tây trạch Tướng quân cửu dĩ một, hành khách tự hưng ai. Công nghiệp sơn trường tại, phồn hoa thủy bất hồi. Loạn đằng xâm phế tỉnh, hoang cúc thượng tùng đài. Tá vấn thử trung sự, kỷ gia ca vũ lai. | Dịch nghĩa: Ghé qua nhà Mã Trấn Tây (chưa có) | Dịch thơ: Ghé qua nhà Mã Trấn Tây (chưa có) |

## Đánh giá
Sử cũ nhận xét: Lân sanh ra trong gia đình sĩ tộc, dẫu từ nhỏ không chịu học hành, nhưng có lòng trung thành và tài vũ dũng, trong gian nan thể hiện tiết tháo, là viên mãnh tướng thời Trung Đường. Lân ở Kính Châu cai trị khoan dung nhưng nghiêm ngặt, mọi người đều vui lòng nghe lệnh; trấn thủ vùng biên chừng 8 năm, dẫu không mở rộng được bờ cõi, nhưng thành bảo được an toàn, kẻ địch không dám xâm phạm.